# Referéndum de autonomía de Guadalupe
El referéndum de autonomía de Guadalupe fue una consulta que tuvo lugar el 7 de diciembre de 2003.

## Resultados
| Opción                                | Votos   | %      |
| ------------------------------------- | ------- | ------ |
| En contra                             | 98 670  | 72,98  |
| A favor                               | 36 524  | 27,02  |
| Votos válidos                         | 135 194 | 94,78  |
| Votos en blanco o nulos               | 7 444   | 5,22   |
| Votos totales                         | 142 638 | 100,00 |
| Electores registrados y participación | 283 369 | 50,44  |
| Fuente: Direct Democracy              |         |        |

| Opción                                | Votos  | %      |
| ------------------------------------- | ------ | ------ |
| A favor                               | 4 300  | 76,17  |
| En contra                             | 1 345  | 23,83  |
| Votos válidos                         | 5 645  | 95,26  |
| Votos en blanco o nulos               | 281    | 4,74   |
| Votos totales                         | 5 926  | 100,00 |
| Electores registrados y participación | 13 413 | 44,18  |
| Fuente: Direct Democracy              |        |        |

| Opción                                | Votos | %      |
| ------------------------------------- | ----- | ------ |
| A favor                               | 2 724 | 95,51  |
| En contra                             | 128   | 4,49   |
| Votos válidos                         | 2 852 | 98,01  |
| Votos en blanco o nulos               | 58    | 1,99   |
| Votos totales                         | 2 910 | 100,00 |
| Electores registrados y participación | 3 697 | 78,71  |
| Fuente: Direct Democracy              |       |        |